# Kristen Tsai
Pour les articles homonymes, voir Tsai.
Kristen Tsai, née le 11 juillet 1995 à Taïwan, est une joueuse de badminton canadienne.

## Carrière
Elle remporte aux Championnats panaméricains de badminton la médaille d'or en simple dames en 2012, la médaille d'or en double dames en 2018 et 2019, la médaille d'or en équipe mixte en 2012, la médaille d'argent en double dames en 2012, la médaille d'argent en double mixte en 2018 et la médaille de bronze en double mixte en 2019.
Elle est médaillée d'or du double dames et médaillée d'argent du double mixte aux Jeux panaméricains de 2019 à Lima.